# Kuminowiecka Góra
 Kuminowiecka Góra (542 m) –  wzniesienie na Pogórzu Rożnowskim w miejscowości Librantowa. Jego kulminacja znajduje się na granicy lasu i pól uprawnych. Prowadzi tędy droga i szlak turystyki rowerowej i pieszej. Dzięki bezleśnym obszarom z pól Kuminowieckiej Góry rozciągają się panoramy widokowe.
Szlak turystyczny
 Dąbrowa PKS – Dąbrowska Góra – Ubiad – Klimkówka – Kuminowiecka Góra – Librantowa